# (12596) Shukla
(12596) Shukla (1999 RT154) – planetoida z pasa głównego asteroid okrążająca Słońce w ciągu 3,62 lat w średniej odległości 2,35 j.a. Odkryta 9 września 1999 roku.